# NGC 1045
NGC 1045 è una galassia lenticolare (o ellittica) situata nella costellazione della Balena, a una distanza di circa 213 milioni di anni luce dalla nostra Via Lattea.

## Scoperta
La galassia è stata scoperta il 28 novembre 1785 dall'astronomo britannico di origine tedesca William Herschel.